# 11 Dywizja Piechoty (Imperium Rosyjskie)
11 Dywizja Piechoty (ros. 11-я пехотная дивизия) – dywizja piechoty Imperium Rosyjskiego, w tym okresu działań zbrojnych I wojny światowej.

## Charakterystyka
Na początku lat 30. XIX w. dokonano reorganizacji rosyjskiej piechoty. Zmniejszono liczbę dywizji i zmieniono ich numerację. 29 stycznia 1833 14 Dywizja Piechoty stała się 11 Dywizją Piechoty. 

Wchodziła w skład 11 Korpusu Armijnego, a jej sztab w 1914 mieścił się w Łucku. W tym czasie dywizja etatowo posiadała cztery pułki po cztery bataliony oraz brygadę artylerii polowej z 6 bateriami po 8 dział. Doświadczenie zdobyte podczas walk na frontach I wojny światowej  skutkowało zmianami organizacyjnymi. Zimą z 1916 na 1917 rozpoczęto reorganizację dywizji piechoty. Zredukowano liczbę batalionów z 16 do 12 i zmniejszono liczbę dział polowych na mniej aktywnych odcinkach frontu.

## Struktura organizacyjna
Organizacja w 1914
- 1 Brygada Piechoty (Krzemieniec)
  - 41 Selengijski pułk piechoty (Dubno)
  - 42 Jakucki pułk piechoty (Krzemieniec)
- 2 Brygada Piechoty (Łuck)
  - 43 Ochocki pułk piechoty (Łuck)
  - 44 Kamczacki pułk piechoty (Łuck)
- 11 Brygada Artylerii
  - 1 dywizjon – Dubno
  - 2 dywizjon – Łuck